# Flandreau
Flandreau é uma cidade localizada no estado norte-americano de Dakota do Sul, no Condado de Moody.

## Demografia
Segundo o censo norte-americano de 2000, a sua população era de 2376 habitantes.
Em 2006, foi estimada uma população de 2314, um decréscimo de 62 (-2.6%).

## Geografia
De acordo com o United States Census Bureau tem uma área de
4,6 km², dos quais 4,5 km² cobertos por terra e 0,1 km² cobertos por água. Flandreau localiza-se a aproximadamente 477 m acima do nível do mar.

## Localidades na vizinhança
O diagrama seguinte representa as localidades num raio de 24 km ao redor de Flandreau.